# Армянская епархия Гори
Горийская епархия Эчмиадзинского патриархата Армянской Апостольской церкви (арм. Հայ Առաքելական եկեղեցու Էջմիածնի պատրիարքության Գորիի թեմ) — упразднённая архиепископская епархия Армянской Апостольской церкви бывшая в составе Эчмиадзинского патриархата с центром в городе Гори.
Территория упразднённой Горийской епархии сегодня входит в состав Грузинской епархии Армянской Апостольской церкви на территории Грузии.

## История
В юрисдикцию Горийской епархии входили территории Кутаисской губернии  и Батумской области Российской империи. По данным на 1911 год количество верующих Армянской Апостольской церкви — 40.000, общин — 31, а также верующих Армянской Католической церкви  — 7.000. 
Епархия имела 33 церкви.